# Drosophila trapeza
Drosophila trapeza är en tvåvingeart som beskrevs av Heed och Wheeler 1957. Drosophila trapeza ingår i släktet Drosophila och familjen daggflugor.

## Utbredning
Artens utbredningsområde täcker ett område mellan Mexiko, Venezuela och Trinidad.